# Štefan Darula
Štefan Darula, též Štefan Daruľa (20. srpna 1888 Vrútky – 23. června 1951 Vrútky), byl slovenský a československý politik a meziválečný poslanec Národního shromáždění za Československou sociálně demokratickou stranu dělnickou, později za Komunistickou stranu Československa.

## Biografie
Pocházel z dělnické rodiny. Jeho otec byl dělníkem v železničních dílnách. Štefan se vyučil zámečníkem. Po celý aktivní život, až do odchodu na penzi, pracoval v železničních dílnách ve Vrútkách. Angažoval se v místních sportovních spolcích. Politicky aktivní byl již před rokem 1918 jako člen Sociálně demokratické strany Uherska, respektive Slovenské sociálně demokratické strany Uherska. Podle údajů k roku 1920 byl profesí železničářem ve Vrútkách. Kvůli organizování generální stávky byl uvězněn a na svobodu se dostal až díky vzniku Československé republiky v říjnu 1918. Své zkušenosti zachytil ve spisu Sloboda a žalár (1920).
Na počátku 20. let patřil k levicovému křídlu Československé sociálně demokratické strany dělnické. Účastnil se sjezdu v Lubochni. V parlamentních volbách v roce 1920 získal mandát v Národním shromáždění. Byl zvolen za sociální demokraty, pak přešel do klubu nově zřízené KSČ. Patřil mezi zakládající členy KSČ. Účastnil se prvních sjezdů KSČ a publikoval politické články. Psal básně se sociální tematikou.
Pomáhal redigovat komunistický tisk, který vycházel ve vrútecké tiskárně. Od roku 1923 byl za KSČ starostou Vrútek. V letech 1925–1926 byl předsedou správní komise. Roku 1926 byl vyloučen z KSČ. V roce 1927 tisk uvedl, že Darula opustil KSČ, označil ji za stranu usilující o zotročení dělnického lidu. Zároveň vstoupil do Národní ligy Jiřího Stříbrného a vedl její organizaci ve Vrútkách.
Po druhé světové válce se vrátil do KSČ, respektive Komunistické strany Slovenska. Jako důchodce byl aktivní v odborovém hnutí. Byl tajemníkem závodního výboru ROH v podniku Priemstav. Zemřel roku 1951 a byl pohřben ve Vrútkách.